# 皇室典範に関する有識者会議
皇室典範に関する有識者会議（こうしつてんぱんにかんするゆうしきしゃかいぎ）は、日本の第87・88・89代内閣総理大臣小泉純一郎（第2次小泉改造内閣、第3次小泉内閣、第3次小泉改造内閣）の私的諮問機関。
2004年（平成16年）12月27日、設置決裁。2005年（平成17年）1月25日、第1回会合開催。同年11月24日、第17回会合開催、報告書提出。

## 概説
日本の皇室において、1965年（昭和40年）の秋篠宮文仁親王誕生以後に男性皇族が40年誕生していないため、若年の男性皇族が不足し、将来の皇位継承に支障をきたす恐れがあることから2004年（平成16年）12月27日に設置され、皇位継承やそれに関連する制度について2005年（平成17年）1月より17回の会合を開き、同年11月24日には皇位継承について「女性天皇・長子優先」を柱とし、「皇族女子が民間男性と結婚し、その子供は皇位継承権を有する（いわゆる女系天皇容認）」とする報告書を提出した。
同年5月31日に行われた第6回会合では、大原康男（國學院大學教授）、高橋紘（静岡福祉大学教授）、八木秀次（高崎経済大学教授）、横田耕一（流通経済大学教授）の4人から、また同年6月8日に開かれた第7回会合では、鈴木正幸（神戸大学副学長）、高森明勅（拓殖大学客員教授）、所功（京都産業大学教授）、山折哲雄（国際日本文化研究センター名誉教授）の4人からそれぞれヒアリングを行った。
会合では、皇位継承原理の案として以下の4案が提示された。
1. 第一子優先 - 男女にかかわらず、直系の長子が皇位を継ぐ。
2. 兄弟姉妹間で男子優先 - 姉と弟では、弟が優先して皇位を継ぐ。
3. 男系(父系)男子優先 - 従来の「皇統に属する男系（父系）の男子」が優先される。
4. 男子優先 - 男系女系（父系母系）に関わらず、男子が優先される。

7月、有識者会議は中間報告を発表し、皇位継承範囲の拡大を提唱するとともに「女性天皇及び女系天皇の容認」案および男系継承の伝統を守る立場から「旧皇族の皇籍復帰による男系男子継承の維持」の2案を具体案として提示した。有識者議会はあくまで「私的諮問機関」であり法的拘束力は有さなかったが、小泉首相が「その最終報告を尊重する」と表明していたため動向が注目された。
10月、有識者会議は女性天皇および女系天皇（母系天皇）容認の最終指針を打ち出すための調整に入った事が明らかになった。10月25日、有識者会議は全会一致で皇位継承資格を皇族女子と「女系皇族」へ拡大することを決めた。吉川座長は同日の記者会見において「現行の皇室典範で安定的な皇位継承ができるかどうかを議論したが、将来、後継者不足が生じることは明らかだ。憲法で定められた皇位の世襲を守るのが、女子、女系への拡大だ」とその理由を説明した。小泉首相は同日夜の記者会見で、皇室典範改正の方向ですでに準備に着手していると述べた。
11月24日、有識者会議は、象徴天皇制の安定的な維持のため、皇位継承資格を女性や天皇・皇族の女系子孫に拡大することなどを求める最終報告書をまとめ、首相に提出した。同会議では旧宮家の男系男子を皇族の養子とする案について「どの方の養子となるかにより継承順位がかわることになるので、当事者の意思により継承順位が左右されることになる」「どうしても当事者の意思が介在してしまい、一義性に欠けることになる」など皇位継承の安定性の観点から否定的な意見が強く、また、男系の血統の保持についても「男系男子だけによる継承が行き詰るということは、はっきりしている」などの消極的意見が大勢を占めた。この報告書の背景には「女性天皇・女系天皇を容認して、皇位継承者の範囲を拡大すべき」とする考えがある。
2005年11月に政府は女性・女系天皇を容認する「報告書」をとりまとめ、皇室典範改正案の法案化に着手しようとしたが、秋篠宮妃紀子の懐妊が明らかになり、2006年2月、政府は皇室典範改正案の国会提出を見送ることとした。
なお、本会議は小泉総理の私的諮問機関であるため、2021年（令和3年）に菅義偉内閣によって開催された『「天皇の退位等に関する皇室典範特例法案に対する附帯決議」に関する有識者会議』との関係は無く、さらに「皇位継承の問題」を先送りにしているため、「皇位継承制度の在り方」を主題とする本会議との直接の関連性はない。

## 皇室典範に関する有識者会議のメンバー
以下の、10名。
- 吉川弘之：産業技術総合研究所理事長、元東京大学総長（座長）
- 園部逸夫：元最高裁判事、外務省参与（監察査察担当）（座長代理）
- 岩男寿美子：武蔵工業大学教授、慶應義塾大学名誉教授、男女共同参画審議会会長　女性学の大家
- 緒方貞子：国際協力機構理事長
- 奥田碩：日本経済団体連合会会長
- 久保正彰：東京大学名誉教授、日本学士院会員のち院長
- 佐々木毅：学習院大学教授、元東京大学総長
- 笹山晴生：東京大学名誉教授
- 佐藤幸治：近畿大学法科大学院長、京都大学名誉教授
- 古川貞二郎：元内閣官房副長官

## 開催日程
- 2004年（平成16年）
  - 12月27日 - 小泉純一郎首相（第2次小泉改造内閣）、「皇位継承制度と関連する制度について、高い識見を有する人々の参集を求めて検討を行う」として、「皇室典範に関する有識者会議」の設置を決裁。

- 1. 趣旨：皇位継承制度と関連する制度について、高い識見を有する人々の参集を求めて検討を行うこととし、「皇室典範に関する有識者会議」を開催する。
- 2. 構成
  - (1) 有識者会議は、別紙に掲げる有識者により構成し、内閣総理大臣が開催する。
  - (2) 会議の座長は、出席者の互選により決定する。
  - (3) 有識者会議は、必要に応じ、関係者の出席を求めることができる。
- 3. その他
  - 有識者会議の庶務は、宮内庁の協力を得て、内閣官房において処理する。

- 2005年（平成17年）
  - 第1回：1月25日
  - 第2回：2月18日
  - 第3回：3月30日
  - 第4回：4月25日
  - 第5回：5月11日
  - 第6回（ヒヤリング）：5月31日
    - 大原康男（國學院大學教授）
    - 高橋紘（静岡福祉大学教授）
    - 八木秀次（高崎経済大学教授）
    - 横田耕一（流通経済大学教授）

  - 第7回（ヒヤリング）：6月8日
    - 鈴木正幸（神戸大学副学長）
    - 高森明勅（拓殖大学客員教授）
    - 所功（京都産業大学教授）
    - 山折哲雄（国際日本文化研究センター名誉教授）

  - 第8回：6月30日
  - 第9回：7月20日
  - 第10回：7月26日
  - 第11回：8月31日
  - 第12回：9月29日
  - 第13回：10月5日
  - 第14回：10月25日
  - 第15回：11月7日
  - 第16回：11月21日
  - 第17回（最終回）：11月24日 - 報告書提出。

## 報告書の主な内容
- 女性天皇及び女系天皇（母系天皇）を認める。
- 皇位継承順位は、男女を問わず第1子を優先とする。
- 女性天皇及び女性皇族の配偶者になる男性も皇族とする（女性宮家の設立を認める）。
- 永世皇族制を維持する。
- 女性天皇の配偶者男性は皇后と同様、「陛下」と敬称され、崩御後は陵に葬られる[注釈 2]。
- 親王と同様、内親王の自由意志に基づく皇籍離脱は認めない。

## 報告書に対する反応

### マスメディア
- 『朝日新聞』
  - 社説において、「『女性天皇、女系天皇の容認』と『第1子優先の継承』という結論は妥当だと思う。支持したい」と評価し、「天皇制には長い歴史があり、国民の間にもさまざまな意見がある。廃止を望む人もいるが、日本国憲法の下で象徴天皇制は社会に定着し、国民の大半が支持してきた。この象徴天皇制を維持するために皇位継承のあり方を見直すことは重要な問題である」と述べた[2]。
- 『読売新聞』
  - 社説において、「皇室制度の存続が危ぶまれる事態を回避しなければならない。将来にわたって安定的に皇位を継承していくための最善の方策として打ち出されたのが、今回の結論である」と評価した[3]。
- 『毎日新聞』
  - 社説において、「女性天皇を認めれば、女子の皇族は多いので天皇制も安定し、継承問題の悩みも解消する。有識者会議としては時代を反映させた自然な結論と言ってもいい」と評価した[4]。
- 『産経新聞』
  - 社説「主張」において、「日本の天皇は125代にわたり一貫して男系（父親の系統）という唯一の原則によって継承され、このことにより天皇は特別の存在として、畏敬されてきた」と述べ、報告書については「この長い間受け継がれてきた原則を一気に変えてしまうことになる。将来、天皇に対する国民の敬愛の念が薄れ、日本という国家のありようを危うくすることになりはしないかと危惧する」と懸念を表明した[5]。

### 皇族
- 寬仁親王
  - 有識者会議が女性天皇および女系天皇（母系天皇）容認の方針を打ち出したことに対し、「私的な見解」とした上で、「（1947年/昭和22年に）皇籍を離脱した旧皇族及びその男系男子の子孫の皇族復帰、元皇族（男系）を女性皇族（内親王・女王）の養子とした上で皇位継承権を与える、断絶した宮家（秩父宮や高松宮）を元皇族が継承・再興する、などの方法により、男系継承を守るべきだ」との考えを示した[6]。

## 政府・与党内の動き
小泉首相は皇室典範改正案の成立に積極的であり、施政方針演説では次のように明言した。
一方、与党自由民主党では“ポスト小泉”の総裁候補がいずれも改正に慎重な態度を示した。当時内閣官房長官だった安倍晋三は、有識者会議が「男系維持の方策に関してはほとんど検討もせず、当事者である皇族のご意見にも耳を貸さずに拙速に議論を進めたこと」を批判した、フジテレビの番組では「ずっと男系で来た伝統をすぐ変えるかどうか、慎重になるのは当然ではないか」と発言した。麻生太郎、谷垣禎一らも改正に慎重な姿勢を示した。
ところが2月10日、秋篠宮妃紀子の懐妊の報により与党内で慎重論が強まったことを受けて、小泉首相は皇室典範改正法案の提出を先送りすることを発表した。そして、9月6日、秋篠宮文仁親王と同妃紀子に第3子長男である若宮悠仁親王（当時：皇位継承順位第3位）が誕生したことにより、当面の間、皇位継承権者が不在となる可能性が遠退くと、親王誕生当日には2007年の通常国会でも法案の提出を行わない意向を示した。
小泉の後任となった安倍は首相就任後の2006年（平成18年）10月3日、参議院本会議において「慎重に冷静に、国民の賛同が得られるように議論を重ねる必要がある」と発言し、有識者会議が初会合から短期間で女系継承容認の報告書をまとめたことを批判した。翌2007年（平成19年）1月には、「悠仁親王の誕生により（有識者会議の）報告書の前提条件が変わった」として、有識者会議の報告書を白紙に戻す方針を示し、「男系による皇位継承維持の方策について、政府内で議論を開始する」とした。
なお、小泉純一郎自身も、総理退任後の2016年（平成28年）9月7日、日本外国特派員協会で会見し、「男の子が生まれているときに、この議論はしない方がいい。'男の子として継ぐ方（＝悠仁親王）がおられる限りは、そういう女性の天皇を考える必要はない状況になった」として、「女性天皇や女系天皇に関する議論はすべきではない」と表明した。

## 現状
| 順位  | 画像 | 皇位継承資格者 | 読み         | 読み     | 性別 | 生年月日                    | 現年齢 | 今の天皇から見た続柄       | 摂政就任順位 |                |                |          |      |                             |      |                        |       |
| ----- | ---- | -------------- | ------------ | -------- | ---- | --------------------------- | ------ | -------------------------- | ------------ | -------------- | -------------- | -------- | ---- | --------------------------- | ---- | ---------------------- | ----- |
| 順位  | 画像 | 皇位継承資格者 | 第1位        |          | 性別 | 生年月日                    | 現年齢 | 今の天皇から見た続柄       | 摂政就任順位 | 秋篠宮文仁親王 | あきしののみや | ふみひと | 男性 | 1965年11月30日 （昭和40年） | 59歳 | 弟 / 上皇明仁第2皇男子 | 第1位 |
| 第2位 |      | 悠仁親王       |              | ひさひと | 男性 | 2006年09月06日 （平成18年） | 18歳   | 甥 / 秋篠宮文仁親王第1男子 | 第2位        |                |                |          |      |                             |      |                        |       |
| 第3位 |      | 常陸宮正仁親王 | ひたちのみや | まさひと | 男性 | 1935年11月28日 （昭和10年） | 89歳   | 叔父 / 昭和天皇第2皇男子   | 第3位        |                |                |          |      |                             |      |                        |       |

2020年（令和2年）4月1日現在、皇室典範改正に関する議論は進展していないが、皇室において若年の男子皇族が不足している状況は続いている。上記のように今上天皇（第126代）即位後で皇位継承資格を有する男系男子皇族は僅か3名という現状の中、現行の皇室典範のまま、今後皇室に皇族男子が誕生しない場合、最年少である悠仁親王が天皇に即位する時期には、皇族の薨去や、皇族女子の結婚による皇籍離脱などにより、「皇室に皇族が悠仁親王一人しかいない状態」となっている可能性がある。
かつて上皇（明仁）や今上天皇（徳仁）が皇太子時代において、その配偶者女性の選考（正田美智子、小和田雅子）が困難を極めたように、「現代のほとんどの日本人女性は、あえて皇室というきわめて特殊な環境に身を置き、皇太子妃または皇后という非常に責任の重い身分につくことを強く忌避しているのではないか」という指摘がある。
現状に当てはめると、悠仁親王の妻となった女性には「伝統的な皇位継承のために、お世継ぎたる男児を出産すること」を周囲から要求されるという重圧を抱え込まされるのではないかとも考えうる。そもそも、悠仁親王が結婚することができるか（民間から皇室の一員になることを受け入れてくれる女性が現れるか）どうかが大きな問題とされる。
また皇室典範を改正して女性天皇及び女系天皇（母系天皇）を容認したとしても、「結婚後も皇籍に留まる皇族女子、特に女性皇太子（将来の女性天皇）が配偶者となる男性を得ることができるのか」という問題点もある。
また万が一にも、「現行の皇室典範下で、悠仁親王が結婚して男児を儲ける前に薨去した場合、次世代の皇位継承者を誰にするかの方針は全く存在していない」との指摘もなされている。
2021年（令和３年）菅義偉内閣の下で『「天皇の退位等に関する皇室典範特例法案に対する附帯決議」に関する有識者会議』が開催され、全１３回の会議の後、報告書が岸田内閣に提出された。同会議では「皇位継承」と「皇族数の減少」の二つの問題の内、前者は議論を行うには機が熟していない、として後者を論じており、「皇位継承」主題とする本項の「皇室典範に関する有識者会議」と直接の関係は無い。